# 검은멧새
검은멧새는 참새목 멧새과의 조류이다.
그것은 캄차카 남부, 사할린, 쿠릴 열도 및 일본 북부에서 번식하며, 일본 남부와 남세이 군도로 이동한다.
검은멧새의 몸길이는 16~17.5cm이고 몸무게는 20~30g이다. 수컷의 몸색깔은 짙은 회색이고 암컷의 몸색깔은 회갈색이다.

## 사진

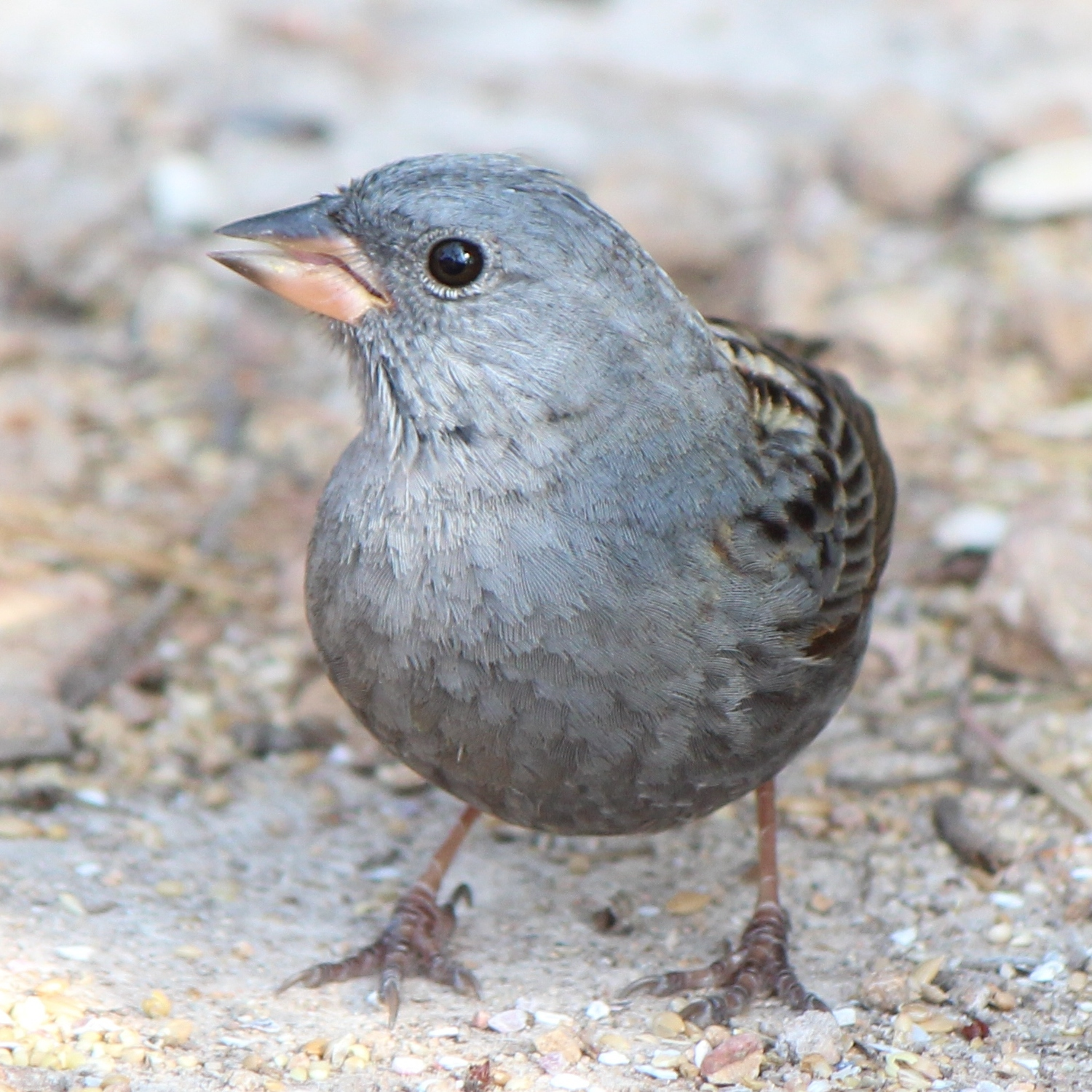
검은멧새 수컷
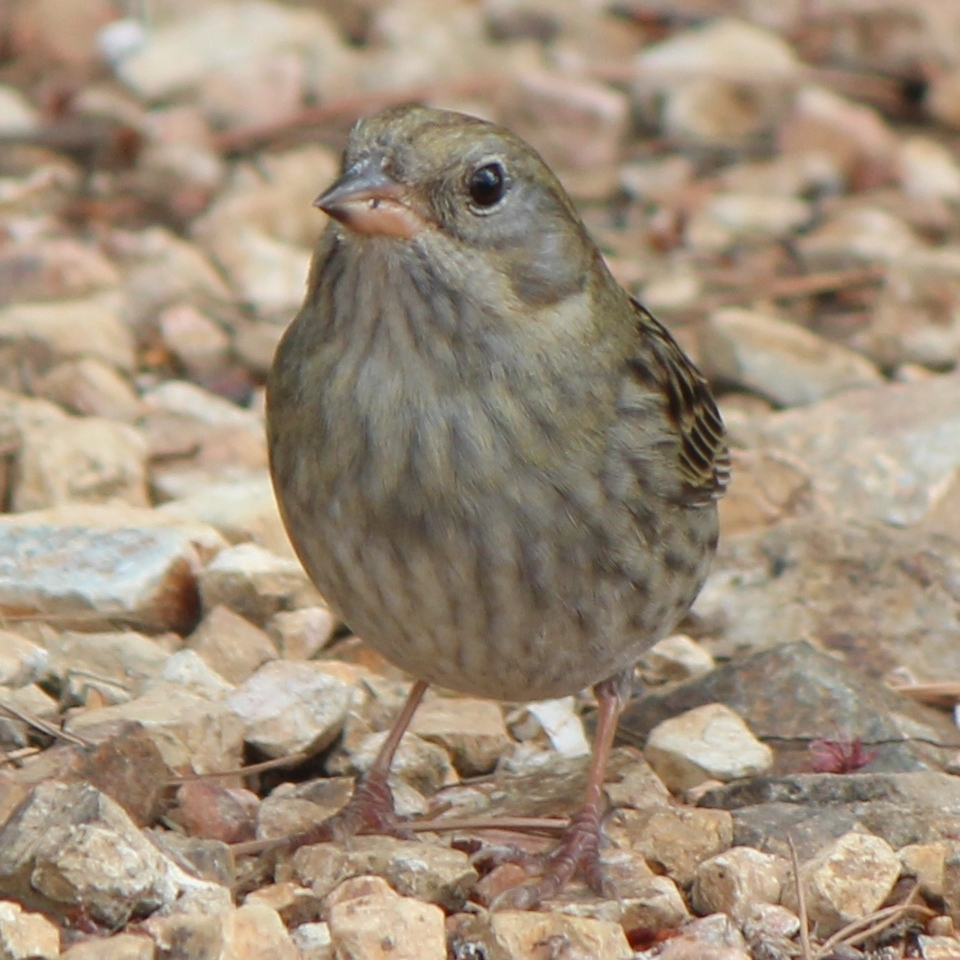
검은멧새 암컷
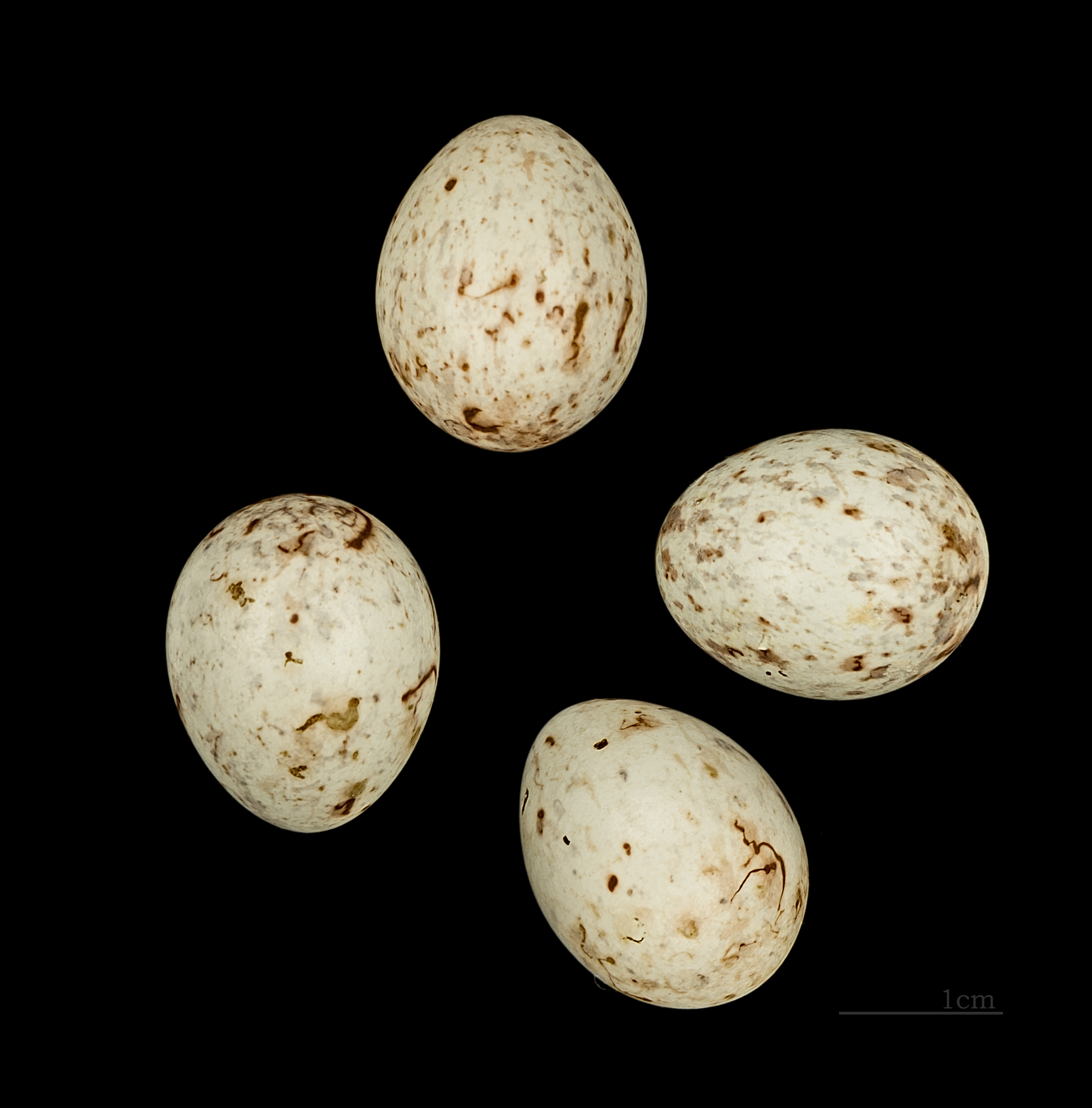
검은멧새 알